# Bror Stormats
Bror Mats Stormats, född 2 maj 1925 i Falu Kristine församling, Falun, död 29 maj 1995 i Leksands församling, Leksand
, var en svensk målare och tecknare.
Han var son till Stormats Axel Olsson och Kristina Andersdotter Larsson. Stormats var som konstnär autodidakt men fick en viss vägledning av Gunnar Persson. Han bedrev självstudier under resor till bland annat Florens, Assisi och Spanien. Separat debuterade han med en utställning på Rålambshof konstsalong i Stockholm 1954 som senare följdes av en utställning på Galerie Æsthetica 1961 och tillsammans med Birgitta Fahlbeck ställde han ut i Leksand 1964. Han medverkade i Nationalmuseums utställning Unga tecknare 1949–1952 och i samlingsutställningar arrangerade av Dalarnas konstförening. Hans konst består av nonfigurativa kompositioner, collage och landskapsmålningar från Leksand, Löderup och Skagen i Danmark utförda i olja eller akvarell.